# Dom Phillips
Dominic Mark Phillips (Bebington, 23 de julho de 1964 – Atalaia do Norte, 5 de junho de 2022) foi um jornalista britânico. Trabalhou para os jornais Washington Post, The New York Times e Financial Times.
Morou no Brasil de 2007 a 2022, quando desapareceu e foi morto junto com o indigenista Bruno Araújo Pereira, no Vale do Javari. Trabalhava em um livro, que foi concluído por amigos e será publicado em 27 de maio de 2025, três anos após sua morte, com o título Como salvar a Amazônia — Uma busca mortal por respostas.

## Infância e educação
Phillips nasceu em 23 de julho de 1964, em Bebington, Cheshire. Ele tinha uma irmã e um irmão. Ele estudou na faculdade em Liverpool, mas saiu sem diploma para viajar pelo mundo, morando em Israel, Grécia, Dinamarca e Austrália.

## Carreira
Phillips montou The Subterranean, um fanzine de curta duração, com Neil Cooper no início dos anos 1980. Na década de 1990, Phillips escreveu e editou para a revista britânica Mixmag, onde cunhou o termo "house progressivo".
Phillips morava no Brasil desde 2007. Em 2009, ele publicou Superstar DJs Here We Go!: The Rise and Fall of the Superstar DJ, uma história de vanguarda da cultura club dos anos 1990.
Phillips escreveu sobre política, pobreza e desenvolvimento cultural no Brasil. Ele contribuiu para o The Washington Post de 2014 a 2016, onde cobriu os preparativos do Brasil para a Copa do Mundo de 2014 e os Jogos Olímpicos de 2016. Ele também informou sobre o desmatamento no Brasil, liderando uma investigação do The Guardian sobre fazendas de gado de grande escala estabelecidas em terras de floresta desmatada. Phillips também contribuiu para o Financial Times, Bloomberg News e revistas sobre futebol.
Em junho de 2020, Phillips esteve na região do Vale do Javari, pesquisando um livro sobre desenvolvimento sustentável por lá. Ele havia recebido uma bolsa da Fundação Alicia Patterson para escrever o livro e pretendia terminá-lo até o final do ano

## Vida pessoal
Phillips casou-se com Alessandra Sampaio, uma brasileira. Morou em São Paulo, Rio de Janeiro e Salvador.

## Assassinato
Bruno e Dom visitaram o Lago do Jaburu, uma localidade próxima da Base de Vigilância da Fundação Nacional do Índio (Funai) no rio Ituí, para entrevistar indígenas e ribeirinhos para um livro sobre a Amazônia. Mais tarde, com a expedição praticamente concluída, eles se deslocaram para a comunidade São Rafael, onde fariam uma reunião com um pescador local.
O crime ocorreu no trajeto entre a comunidade e o município de Atalaia do Norte. Após 10 dias de buscas, um dos suspeitos presos pela Polícia Federal (PF) confessou o envolvimento nos assassinatos e indicou a localização dos corpos. Os restos mortais encontrados foram levados a Brasília, periciados e confirmados como pertencentes a Bruno Pereira e Dom Phillips.

## Obras
- PHILLIPS, DOM (2009). Superstar DJs here we go!: the rise and fall of the superstar DJ. Londres: Ebury. 384 páginas. ISBN 9781407026954. OCLC 867134442
- Dom Phillips e colaboradores (2025). Como salvar a Amazônia — Uma busca mortal por respostas. Brasil: Companhia das Letras. 384 páginas. ISBN 9788535940534